# Giovanni Francesco Guidi di Bagno-Talenti
Giovanni Francesco Guidi di Bagno-Talenti (Mantova, 23 gennaio 1720 – Roma, 13 gennaio 1799) è stato un patriarca cattolico italiano.

## Biografia
Nato il 23 gennaio 1720 in seno ad una nobile famiglia mantovana da Ferdinando di Bagno e da Polissena Albicini, Giovanni Francesco Guidi di Bagno-Talenti fu subito avviato alla carriera ecclesiastica, venendo ordinato sacerdote il 1º aprile 1752.
Il 13 marzo 1775 fu nominato arcivescovo titolare di Mira e venne ordinato il 25 marzo successivo, per mano del cardinale Enrico Benedetto Stuart, duca di York. Il 22 settembre 1795 venne nominato patriarca titolare di Antiochia.
Morì a Roma il 13 gennaio 1799, all'età di 78 anni.

## Genealogia episcopale
La genealogia episcopale è:
- Cardinale Scipione Rebiba
- Cardinale Giulio Antonio Santori
- Cardinale Girolamo Bernerio, O.P.
- Arcivescovo Galeazzo Sanvitale
- Cardinale Ludovico Ludovisi
- Cardinale Luigi Caetani
- Cardinale Ulderico Carpegna
- Cardinale Paluzzo Paluzzi Altieri degli Albertoni
- Papa Benedetto XIII
- Papa Benedetto XIV
- Papa Clemente XIII
- Cardinale Enrico Benedetto Stuart
- Patriarca Giovanni Francesco Guidi di Bagno-Talenti